# Krisztián Takács
Krisztián Takács (ur. 30 grudnia 1985 w Budapeszcie) – węgierski pływak, specjalizujący się głównie w stylu dowolnym i motylkowym.
Brązowy medalista mistrzostw Europy na krótkim basenie ze Szczecina na 100 m stylem dowolnym.
Trzykrotny uczestnik Igrzysk Olimpijskich z Aten (32. miejsce na 50 m stylem dowolnym), Pekinu (9. miejsce na 50 m stylem dowolnym) oraz Londynu (12. miejsce na 50 m dowolnym oraz 14. miejsce w sztafecie 4 x 100 m stylem dowolnym).